# 奥林匹克运动会贝宁代表团
贝宁（國際奧委會國家編碼為：BEN）自1980年起參與夏季奥林匹克运动会，且每屆皆有派選手參加。其實早在1972年，該國就已經參加奧運，但當時國名為達荷美。貝南至今已參與了9屆奧運，但迄今仍尚未獲得任何獎牌。該國未曾參與冬季奥林匹克运动会。